# Fritjof Capra
Fritjof Capra (Viena, 1 de febrero de 1939) es un físico austriaco.

## Biografía
Doctor en Física teórica por la Universidad de Viena en 1966, Fritjof Capra ha trabajado como investigador en física subatómica en la Universidad de París, en la Universidad de California (U.C.) en Santa Cruz, en el Acelerador Lineal de Londres y en el Laboratorio Lawrence Berkeley de la U.C. También ha sido profesor en la U.C. en Santa Cruz, en Berkeley y en la Universidad de San Francisco.
En paralelo a sus actividades de investigación y enseñanza, desde hace más de 30 años Capra ha estudiado en profundidad las consecuencias filosóficas y sociales de la ciencia moderna. Sobre este tema imparte seminarios y conferencias, con relativa frecuencia, en diversos países.
Su producción literaria se inició con la publicación de un icono moderno: El Tao de la Física, best-seller que supuso el punto de partida de numerosas publicaciones sobre la supuesta interrelación entre el universo descubierto por la física moderna y el misticismo antiguo, principalmente oriental.
Sus trabajos de investigación y divulgación siguientes incluyen estudios en que los postulados aportados por su primer libro se extienden a otras áreas, como la biología y la ecología, enfatizando en todos ellos la necesidad de alcanzar una nueva comprensión del universo que nos rodea como un todo en el que, para comprender sus partes, es necesario estudiar su interrelación con el resto de los fenómenos, pues su visión está basada en que la naturaleza de la realidad es un proceso creativo e interconectado en el que nada puede ser entendido por sí mismo, sino por su pertenencia a la infinita y extensa danza de la creación.[cita requerida]